# Bruce Baron
Bruce Baron (15 de noviembre de 1949 – 13 de abril de 2013) fue un actor cinematográfico de nacionalidad estadounidense.

## Biografía
Nacido en la ciudad de Nueva York, se graduó en la Universidad Cornell en el año 1971. Fue protagonista de numerosas películas asiáticas, interpretando docenas de papeles en producciones rodadas en Hong Kong y Manila, siendo algunas de ellas las de la serie "Ninja" dirigida por Godfrey Ho y las de bajo presupuesto producidas en Filipinas por K.Y. Lim, como Fireback, dirigida por Teddy Page.
Baron fue también el malvado en la película de Ruggero Deodato I predatori di Atlantide (1983), en Geheimcode: Wildgänse (1984, de Antonio Margheriti, con Lee Van Cleef, Ernest Borgnine y Klaus Kinski), y en Overdose (1987), del francés Jean-Marie Pallardy. Incluyendo películas cantonesas, trabajó en más de 40 producciones cinematográficas, además de hacer más de 100 comerciales televisivos para el mercado asiático. También hizo un pequeño papel en la serie televisiva Dallas, en un episodio rodado en Hong Kong. Su último trabajo fue el docudrama del belga Guy Lee Thys "Cruel Horizon" (1989).
Bruce Baron falleció a causa de un cáncer en el año 2013 en Hawái, Estados Unidos.

## Filmografía (selección)
- 1980 : Di yi lei xing wei xian
- 1982 : Chak wong ji wong
- 1982 : Shen tan guang tou mei
- 1983 : Fireback
- 1983 : I predatori di Atlantide
- 1983 : Mad Dog II
- 1983 : Hunter's Crossing
- 1984 : Geheimcode: Wildgänse
- 1984 : Heroes for Hire
- 1985 : Heated Vengeance
- 1985 : Dallas (serie TV), episodio Shattered Dreams
- 1986 : Ninja Champion
- 1986 : Challenge of the Ninja
- 1986 : The Ultimate Ninja
- 1987 : Wai Si-Lei chuen kei
- 1989 : Cruel Horizon
- 1992 : Joy à Hong Kong (telefilm)